# Карл Генрих Фердинанд Розенбуш
Карл Генріх Фердинанд Розенбуш (нім. Karl Heinrich Ferdinand Rosenbusch, 24 червня 1836, Ейнбек, поблизу Ганновера — 20 січня 1914, Гайдельберг) — німецький петрограф і геолог.

## Біографія
Навчався у Геттінгенському та Гайдельберзькому університетах. У 1869 р. отримав ступінь доктора філософії у Фрайберзькій гірничій академії. У 1873—1878 рр. — професор мінералогії і геології Страсбурзького, а в 1878—1908 рр — Гайдельберзького університетів. Почесний член російського імператорського мінералогічного товариства (1910). Засновник і директор Геологічного комітету в Бадені (з 1888).

## Науковий доробок
Ряд праць з мікроструктури гірських порід. Розробив фізико-оптичний метод визначення мінералів у шліфах. Виділив різні типи метаморфізму гірських порід. Запропонував термін «динамометаморфізм» (1886).
На пошану К. Г. Ф. Розенбуша у 1887 р. названо мінерал — розенбушит.